# 尼泊尔航空
尼泊爾航空，舊稱皇家尼泊爾航空，是一家尼泊爾國營的航空公司，總部設於尼泊尔首都加德满都，營運國內及國際定期航班服務。皇家一詞在2006年尼泊爾革命后被刪除。

## 歷史
尼泊爾航空成立於1958年7月，初期名字為皇家尼泊爾航空公司（Royal Nepal Airlines Corporation，簡稱RNAC），擁有一架DC-3飛機，起初的航點有斯瑪拉、博克拉、比域拿加爾及印度的德里、加尔各答、巴特那，不久後，一架福克F27飛機亦加入機隊。
1970年代，隨著Twin Otter及Pilatus Porter型飛機投入服務，令尼泊爾航空新增更多往偏遠山區的國內航點。加德滿都國際機場的跑道於1972年延長後，HS-74型及波音727飛機也加入機隊，而波音727飛機在隨後時間由兩架波音757取代。
2003至04年期間，尼泊爾政府把航空公司的49%股份售予私人機構和企業，但仍持有51%的股份，此舉令尼航改善了轉虧為盈，同時停辦了班加罗尔、孟买、加爾各答、达卡、卡拉奇、法兰克福及倫敦格域機場航點。2005年2月，引致尼航接近破產的前主席因貪污罪名而被判入獄。
在2009年杜拜航空展上，尼航與空中巴士公司簽訂諒解備忘錄，同意訂購A320及A330-200客機各一架，其中A330客機將會用作服務日本及歐洲航線，而A320則服務中東及南亞地區。

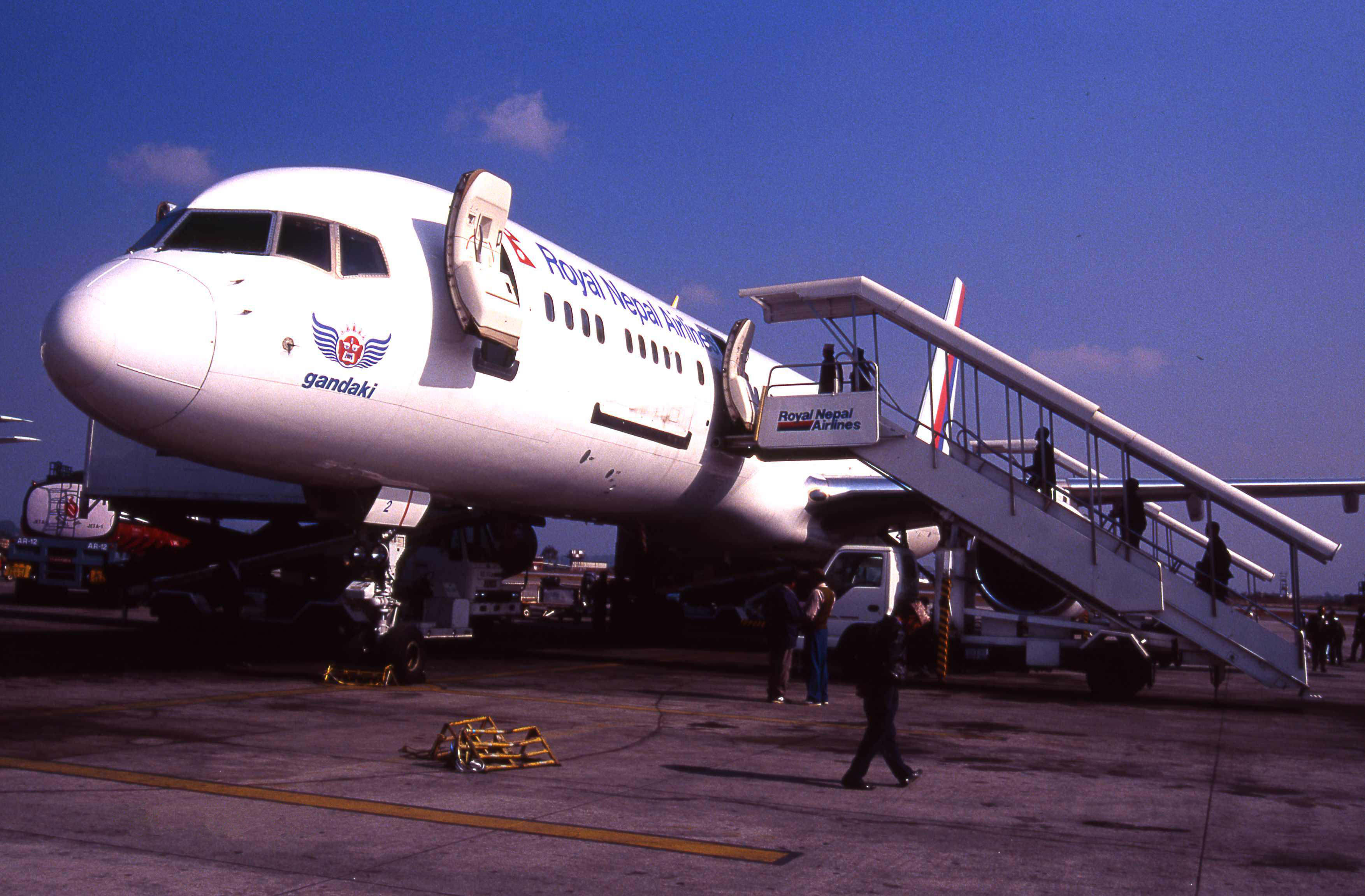
尼泊爾航空的波音757-200

2013年起，尼泊爾所有的航空公司因飛安問題遭歐盟列入禁飛名單，所有飛往歐洲的航線被迫中止。

## 機隊

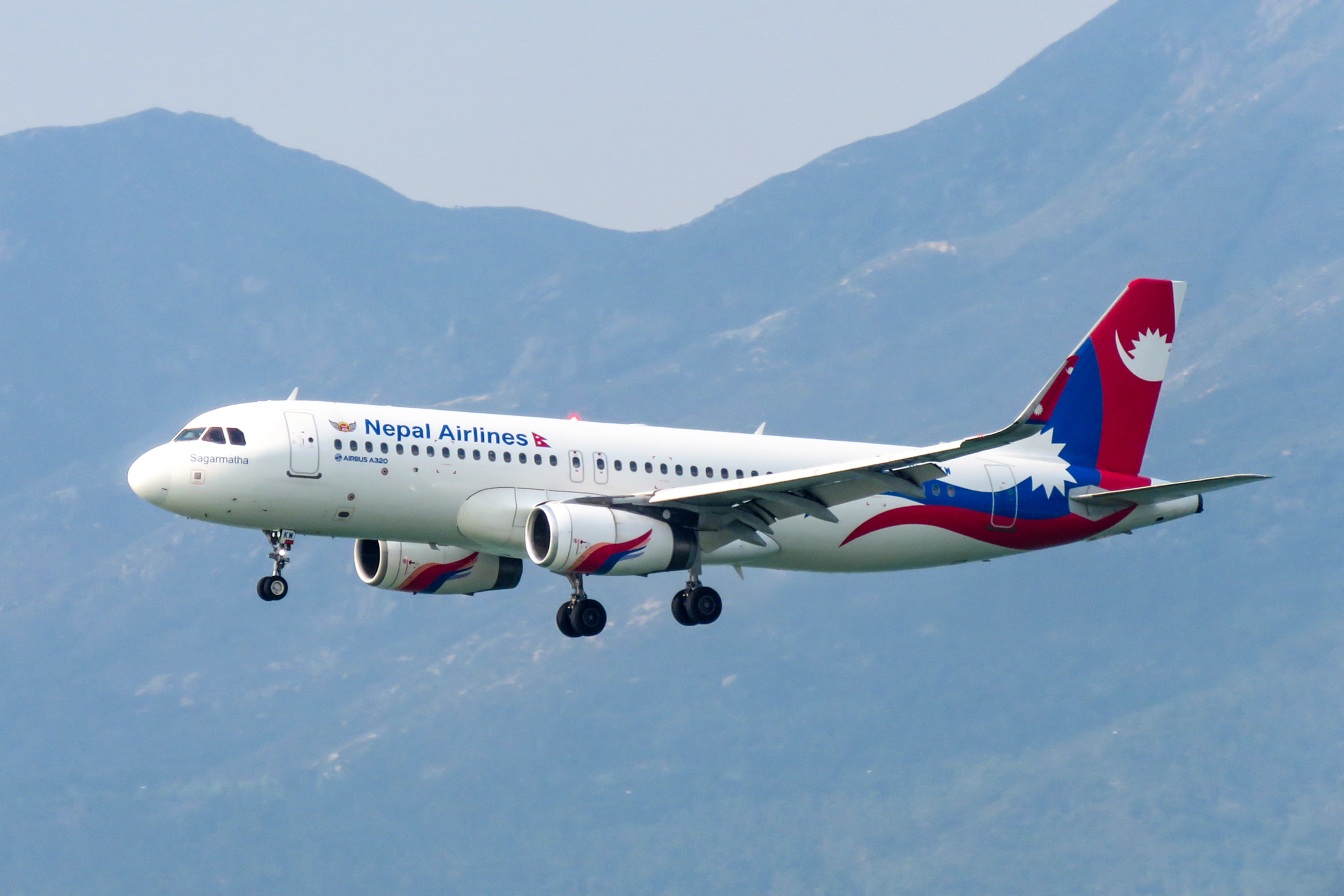
尼泊尔航空A320-200降落在香港國際機場

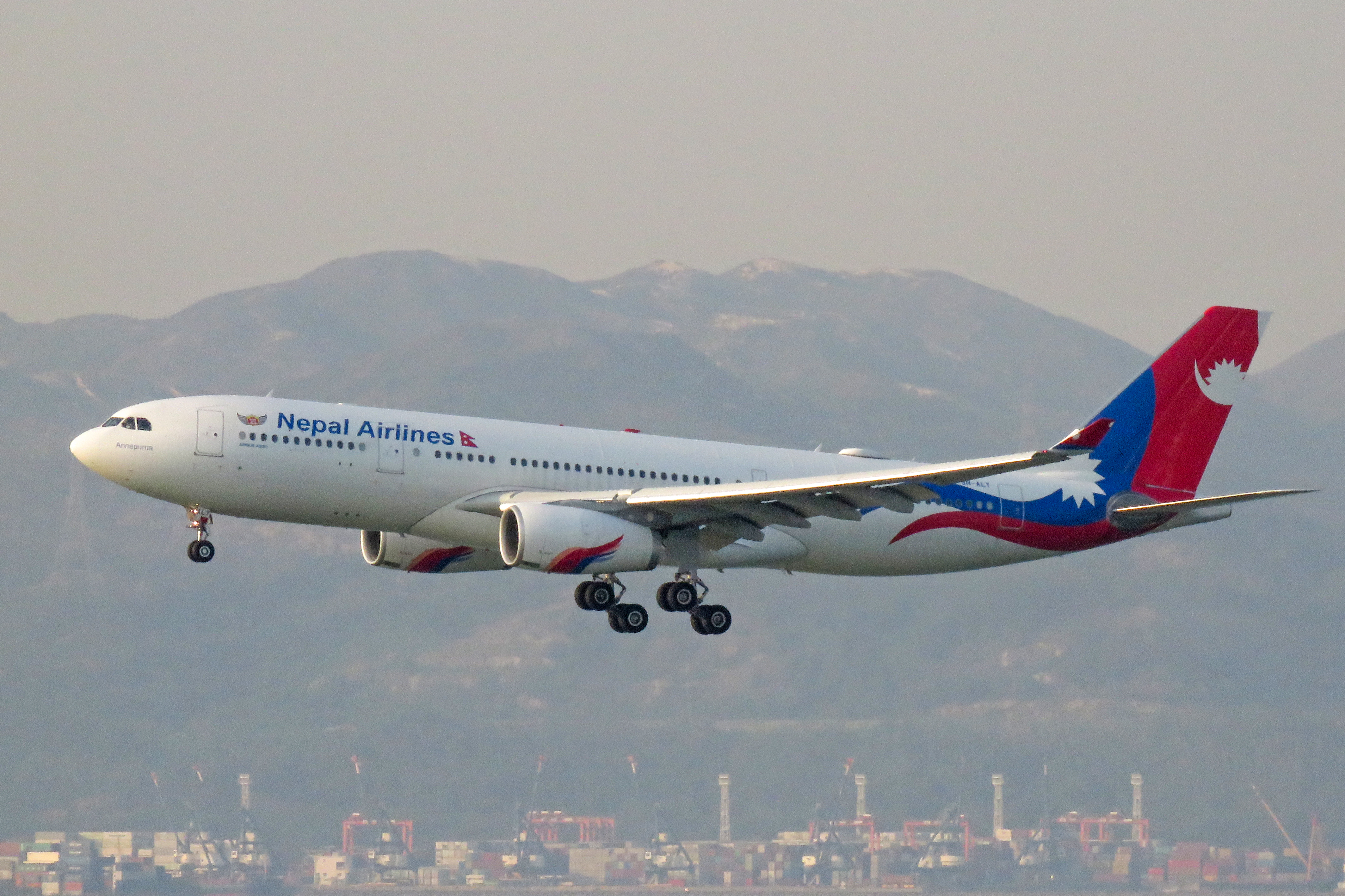
尼泊尔航空A330-200降落在香港國際機場

截至2019年5月，尼泊爾航空機隊如下：

## 意外及事故
- 1960年11月5日，編號9N-AAD的DC-3飛機在巴爾哈瓦機場（英语：Gautam Buddha Airport）起飛時墜毀並起火焚燒，4名機組人員全部死亡[8]。
- 1962年8月1日，編號9N-AAH的DC-3飛機由加德滿都飛往新德里途中，在Tulachan Dhuri附近與航空管制中心失去聯絡及墜毀，殘骸於8天後（8月9日）在一處海拔11,200呎高的山頂上被發現，6名乘客及4名機組人員全部罹難。
- 1969年7月12日，編號9N-AAP的DC-3D飛機在尼泊爾7,300呎上空，飛越一座被雲遮蓋的山脊時撞樹墜毀，31名乘客及4名機組人員無一生還。
- 1970年1月25日，編號9N-AAR的福克F27型飛機，在德里機場跑道降落時遇上惡劣天氣，令飛行員無法控飛機而墜毀，機上5名機組人員及18名乘客中，只有一名機員死亡。
- 1973年10月15日，編號9N-ABG的DHC-6 Twin Otter飛機在陸克拉機場發生意外，損毀嚴重，幸3名乘客及3名機員均沒有受傷。[8]
- 1984年12月22日，編號9N-ABH的DHC-6 Twin Otter 300飛機在尼泊爾起飛後不久，因天氣惡劣及機員出錯而墜毀，3名機組人員及其中2名乘客喪生，另8名乘客生還[8]。
- 1991年6月9日，編號9N-ABA的DHC-6 Twin Otter 300飛機，在陸克拉機場降落時因天氣惡劣，引致著陸時不平穩而墜毀，14名乘客及3名機組人員全數罹難[8]。
- 1992年7月5日，編號9N-ABB的DHC-6 Twin Otter 300飛機，在祖姆拉機場（英语：Jumla Airport）起飛時失控衝出跑道，並撞向圍欄，機人當時沒有乘客，而3名機員全數無恙。
- 1995年1月17日，編號9N-ABI的DHC-6 Twin Otter 300飛機，執行由加德滿都飛往隆渣德爾（英语：Rumjatar）的RA133航班，因故障需折返特里布万国际机场，在緊急降落時衝出圍欄撞落田地墜毀，3名機員及21名乘客中，1名機員及1名乘客死亡[8]。
- 1996年4月25日，編號9N-ABR的Avro 748 2B型飛機，雨中降落美巧莉機場（英语：Meghauli Airport）的草地面跑道時穿過一些凹坑，引致機鼻起落架倒塌，4名機員及27名乘客全數無恙[8]。
- 2000年7月27日，編號9N-ABP的DHC-6 Twin Otter 300飛機，墜毀於4,300呎高的Jarayakhali山上並起火焚燒，3名機員及22名乘客全數罹難[8]。

## 外部連結
- 尼泊爾航空官方網站 （页面存档备份，存于）